# Drabet på Anne Stine Geisler
Anne Stine Geisler (4. marts 1972 – 5. juni 1990) var en dansk kvinde, der blev dræbt i 1990. Drabet er en af de mest bestialske mordgåder i nyere dansk kriminalhistorie. Efterforskning og talrige afhøringer førte ikke til dom over en gerningsmand og lige siden har spekulationerne været utallige. 35 politifolk var involveret i efterforskningen, og omkring 4.000 personer blev afhørt i sagen, uden at det førte til en opklaring.
Drabet blev kendt som "Karnevalsdrabet" og optog mange. Både i lokalmiljøet og i resten af Danmark. Det er et af Danmarkshistoriens få uopklarede drab, som, på grund af dets bestialitet og kendte mennesker i periferien af dette drab, stadig fascinerer. Således er der skrevet mange artikler, lavet tv og bøger om drabet.

## Baggrund
Hun blev født i 1972 og var navngivet Anne Stine Geisler, men brugte aldrig sit fornavn. Hendes mor, Kirsten Geisler, var uddannet jurist og arbejdede både ved EU-repræsentationen i Bruxelles, i Socialministeriet og Den Sociale Ankestyrelse. Faren, Steen Geisler, arbejdede som lærer på privatskolen Krebs' Skole, hvor også Stine Geisler gik. Da hun blev dræbt, gik Stine Geisler på Christianshavns Gymnasium og arbejdede i sin fritid på Café Wilder på Christianshavn. Hun var 18 år gammel og havde netop fået et 13-tal i sin religionseksamen. Hun manglede kun enkelte eksamener og var få uger fra at blive student.
Steen Geisler døde i 2004, og Kirsten Geisler døde i 2020. Hun havde også en lillebror, som i dag bor i udlandet.

### Drabet og efterforskning
Først på aftenen den 5. juni 1990 blev liget af 18-årige Stine Geisler fundet i et kælderrum på Teglgårdstræde 15 i København, tæt på sit hjem. Undersøgelser viste at hun var blevet dræbt natten til den 5. juni. 2. pinsedag, den 4. juni 1990, var hun til fødselsdagsfest hos en ven på Østerbro i København. Efter midnat rykkede festen ud i byen, hvor Stine sammen med sine venner deltog i pinsekarnevalet. Omkring kl. 02.30 tog Stine afsked med sine venner på Gammel Strand, og cyklede mod Nørre Voldgade 20. Her boede hun på et værelse på 4. sal, mens hendes forældre boede i en lejlighed på 2. sal. Hun parkerede sin cykel i baggården, der deler fællesareal med flere bygninger på Teglgårdsstræde, herunder Teglkroen der holder til på Teglgårdsstræde 15. I baggården blev hun overfaldet af en ukendt gerningsmand, der trak hende ned i kælderen under Teglkroen. For at forhindre Stine i at skrige, tvang gerningsmanden to karklude ned i halsen på hende, og bandt hende derefter med ledninger. De to karklude i halsen kvalte Stine ihjel. Da hun havde mistet livet, skar gerningsmanden et tegn ind i hendes underarm og hældte en dunk bonevoks over liget, inden han forsvandt. Retsmedicinerne kunne efterfølgende konkludere, at karkludene var dødsårsagen. På hendes hals og arme blev der fundet snitsår, som var blevet påført efter mordet. Intet tydede på, at hun var blevet mishandlet seksuelt, men det stod klart, at hun havde kæmpet hårdt for sit liv.
I spidsen for efterforskningen stod daværende drabschef for Københavns Politi Ove Dahl. Geisler var stamgæst på boheme-baren Sabines Cafeteria, og politiet var derfor i kontakt med mange skuespillere, filmfolk, forfattere og journalister, der kom på baren. Politiet var især opmærksom på en 40-årig gift journalist, som ifølge Geislers dagbog havde en affære med den unge gymnasieelev. Han viste sig dog hurtigt at have et alibi for drabsnatten. Politiet karakteriserede gerningsmanden som en "sadistisk og pervers person, der nyder at maltraktere og ydmyge kvinder", og politiet var yderst interesserede i oplysninger om en mand med kort lyst hår og læderbukser, som en nattevægter så stå i nærheden af Geislers port, omkring det tidspunkt hun kom hjem. Én anden mistænkt var den 28-årige Peter Kronholm kendt under tilnavnet "Mr. Smiley", der boede i et kollektiv i Larsbjørnsstræde nær Stine Geislers bopæl. Han var kendt af politiet for grov vold og mishandling og havde dertil udført forskellige former for berigelseskriminalitet. Han blev afhørt gentagne gange, ligesom hans færden den 4. juni blev fastlagt. I den forbindelse kunne man slå fast, at han ikke havde noget alibi efter klokken 01.00. Han kunne altså godt være gerningsmanden. Problemet var imidlertid, at manden intet motiv havde for at slå Geisler ihjel, ligesom ingen tekniske spor knyttede ham til gerningsstedet. I 1994 blev Kronholm idømt 15 års fængsel for drabet på børshandleren Annette Enevoldsen.
Endelig var der i perioden fra 1989 til 1991 fem andre uopklarede kvindemord i københavnsområdet. Gerningsmanden bag ét af disse drab, den såkaldte Amagermand, har i øvrigt senere været fremdraget som mistænkt i Geisler-sagen, men ingen tekniske spor har dog kunnet forbinde ham til gerningsstedet. En anden mistænkt var en mand kaldet "Rulleskøjteren", som angiveligt ved flere lejligheder havde fortalt sin ekskæreste, venner og bekendte, at han burde være fængslet for drabet på den unge gymnasieelev.
Geisler blev begravet fra Københavns domkirke, Vor Frue Kirke, den 16. juni 1990. 700 mennesker deltog i begravelsen.

## På TV
I 2020 viste Dplay serien "Hvem dræbte Stine Geisler?". Den tidligere efterforsker Sebastian Richelsen sammen med journalist Jeppe Facius og forfatter Søren Baastrup opruller nogle af de mistænkte i sagen.